# Dreiband-Weltmeisterschaft für Nationalmannschaften 1987
Die Dreiband-Weltmeisterschaft für Nationalmannschaften 1987 war die 3. Auflage dieses Turniers, das in der Billardvariante Dreiband gespielt wurde. Das Turnier fand vom 10. bis zum 13. September 1987 in Madrid statt.

## Spielmodus
Es nahmen wieder 6 Mannschaften am Turnier teil. Je Kontinent eine Mannschaft plus der Ausrichter. Jedes Team bestand aus zwei Spielern. Gespielt wurde in der Grundrunde (Gruppe A) jeder gegen jeden. In den Begegnungen spielte auch von jeder Mannschaft jeder gegen jeden. Nach der Grundrunde spielten die ersten drei der Tabelle (Gruppe B) um die Medaillen. Die letzten drei spielten um die Platzierungen (Gruppe C). Die Partiedistanz betrug 30 Points.
Sieger wurde erstmals Schweden. Leider sind die Ergebnisse sehr lückenhaft. Von den einzelnen Begegnungen liegen keine Spielberichte vor. In den offiziellen Ergebnissen der U.M.B. war nur eine Endtabelle abgedruckt. Diese war ebenfalls nicht komplett.
Bei Punktegleichstand wird wie folgt gewertet:
1. Matchpunkte (MP)
2. Partiepunkte (PP)
3. Mannschafts-Generaldurchschnitt (MGD)

## Teilnehmer
| Nation             | Gruppe | Spieler 1         | Spieler 2        |
| ------------------ | ------ | ----------------- | ---------------- |
| Ägypten            | A      | Mohammed Diab     | Hisham Saad      |
| Japan              | A      | Yoshio Yoshihara  | Joji Kai         |
| Peru               | A      | Adolfo Suárez     | Cayo Bardales    |
| Schweden           | A      | Torbjörn Blomdahl | Lennart Blomdahl |
| Spanien            | A      | Claudio Nadal     | José Quetglas    |
| Vereinigte Staaten | A      | Frank Torres      | Allen Gilbert    |

## Abschlusstabelle
| MP    | Match Punkte (Sieger = 2; Unentschieden = 1; Verlierer = 0) |
| SV    | Satzverhältnis (nur bei Turnieren im Satzsystem)            |
| Pkte. | Erzielte Karambolagen                                       |
| Aufn. | benötigte Aufnahmen                                         |
| GD    | Generaldurchschnitt                                         |
| MGD   | Mannschafts-Generaldurchschnitt                             |
| BED   | Bester Einzeldurchschnitt eines Spielers                    |
| BEMD  | Bester Einzeldurchschnitt einer Mannschaft                  |
| BSD   | Bester Satzdurchschnitt eines Spielers                      |
| HS    | Höchstserie                                                 |
| WRP   | Weltranglistenpunkte                                        |

| Platz | Nation             | SP | G-U-V | MP | PP    | Pkt. | Aufn. | MGD   | BEMD | HS |
| ----- | ------------------ | -- | ----- | -- | ----- | ---- | ----- | ----- | ---- | -- |
| 1     | Schweden           | 7  |       |    | 41:15 | 768  | 755   | 1,017 |      | 12 |
| 2     | Vereinigte Staaten | 7  |       |    | 36:20 | 747  | 778   | 0,960 |      | 11 |
| 3     | Japan              | 7  |       |    | 32:24 | 763  | 708   | 1,077 |      | 11 |
| 4     | Spanien            | 7  |       |    | 28:28 | 715  | 805   | 0,888 |      | 8  |
| 5     | Peru               | 7  |       |    | 19:37 | 640  | 825   | 0,775 |      | 14 |
| 6     | Ägypten            | 7  |       |    | 10:46 | 622  | 880   | 0,706 |      | 7  |